# Leonid Czuczunow
Leonid Giennadjewicz Czuczunow (ros. Леонид Геннадьевич Чучунов; ur. 27 grudnia 1974 w Abakanie) – rosyjski zapaśnik w stylu wolnym.
Olimpijczyk z Sydney 2000, gdzie zajął 12 miejsce w wadze 58 kg. Szósty na Mistrzostwach Świata w 1999. Trzy razy brał udział w Mistrzostwach Europy. Zdobył dwa medale, srebrny w 2000 i brązowy w 1999 roku. Drugi w Pucharze Świata w 1997; trzeci w 1998.
Mistrz Rosji w latach 1999 i 2000, drugi w 1997 roku.